# Seznam romunskih dramatikov
Seznam romunskih dramatikov.

## A
- Vasile Alecsandri (1821-1890)
- Radu F. Alexandru (r. 1943)
- George Anania (1941-2013)
- Andi Andrieș (1934-2010)
- Paul Anghel (1931-1995)
- Ion Valentin Anestin (1900-1963)
- Gheorghe Asachi (1788-1869)
- Aurel Gheorghe Ardeleanu (1936-2021)

## B
- Aurel Baranga (1913-1979)
- Ion Băieșu (1933-1990)
- Zaharia Bârsan  (1878-1948)
- Ioan A. Bassarabescu
- Cristian Petru Bălan
- Romulus Bărbulescu
- Victor Bârlădeanu
- Ștefan Berceanu
- Israil Bercovici
- Lucian Blaga
- N. A. Bogdan
- Radu Boureanu
- Mimi Brănescu
- Nicolae Breban
- Aureliu Busuioc
- Valentin Busuioc (1965-)
- Val Butnaru
- George Bănică

## C
- Costache Caragiale
- Ion Luca Caragiale (1852-1912)
- Ștefan Caraman (1967-)
- Nicolae Carandino
- George Călinescu
- Traian Chelariu
- Alexandru Ciorănescu
- George Ciprian
- Nicolae Cocea
- Constantin I. Stăncescu
- Ilie Constantinescu (1913-1995)
- Alexandru Cosmescu
- Marta Cozmin
- Dumitru Crudu
- Eugen Curta
- Ion Călugăru
- Paul Cornel Chitic (1944-2007)
- George Ciprian (1883-1968)

## D
- Mircea Daneliuc
- Mihail Davidoglu
- Alexandru Davila (1862-1929)
- Alexandru Depărățeanu
- Gabriel Diradurian
- Puși Dinulescu (1942-)
- Theodor Denis Dinulescu
- Constantin Dobrogeanu-Gherea (1855-1920)
- Daniel Drăgan
- Sidonia Drăgușanu
- Mihail Drumeș
- Ion Druță (Ion Drutse) (1918-2023, Moskva) (moldavski)
- Ștefan Dumitrescu (1950-)

## E
- Victor Eftimiu (1889-1972)
- Mihai Eminescu
- Nicoleta Esinencu
- Paul Everac (1924-2011)

## F
- Sergiu Fărcășan
- Radu Flora (Vojvodina)
- Laurențiu Fulga
- Benjamin Fondane
- Horia Furtună

## G
- Horia Gârbea (1962-)
- Octavian Goga (1881–1938)
- Radu Gyr

## H
- Bogdan Petriceicu Hasdeu (1838-1907)
- A. de Herz (1887-1936)

## I
- Paul Ioachim (1930-2002)
- Eugen Ionescu (1909-1994) (Eugène Ionesco: romunsko-francoski)
- Nicolae Iorga

## K
- Alexandru Kirițescu (1888-1961)

## L
- Petre Locusteanu (1883-1919)
- Horia Lovinescu (1917-1983)
- Ion Lucian (1924-2012)

## M
- Teodor Mazilu (1931-1980)
- Mircea Micu (1937-2010)
- Doru Moțoc (1939-)
- Tudor Mușatescu (1930-1980)

## N
- Iosif Naghiu (1932-2003)

## P
- Dimitrie D. Pătrășcanu (Dumitru D. Pătrășcanu) (1872-1937)
- Victor Ion Popa (1895-1946)
- Dumitru Radu Popescu (1935-2023)
- Tudor Popescu (1930-1999)

## R
- Liviu Rebreanu

## S
- Viorel Savin (1941-)
- Mihail Sebastian (1907-1945)
- Dumitru Solomon (1932-2003)
- Mihail Sorbul (1885-1966)
- Marin Sorescu (1936-1997)
- Barbu Ștefănescu Delavrancea (1858-1918)

## V
- Ion Valjan (1881–1960)
- Lucia Verona (1949-)
- Matei Vișniec (1956-)

## Z
- Vlad Zografi (1960-)